# Gorefest

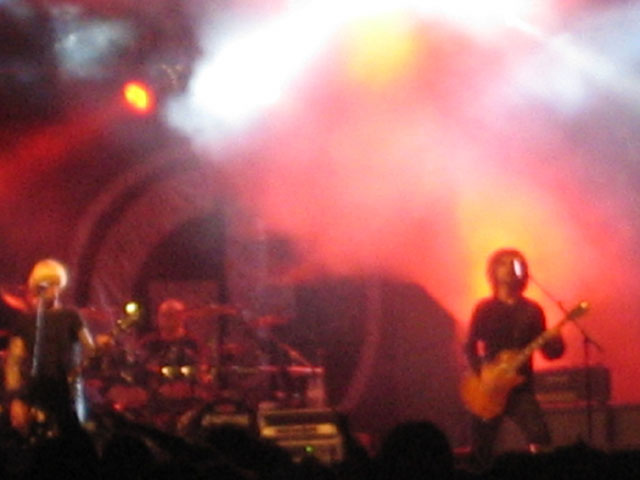
Gorefest in 2005

Gorefest was een Nederlandse deathmetalband afkomstig uit Goes. De band is opgericht in 1989 en bestond oorspronkelijk uit Jan Chris de Koeyer (zang), Frank Harthoorn (gitaar), Marc Hoogendoorn (drums) en Alex van Schaik (gitaar).
Marc Hoogendoorn werd later vervangen door Ed Warby en Alex van Schaik door Boudewijn Vincent Bonebakker.
Gorefest ging in 1999 uit elkaar, om vervolgens in 2004 weer bij elkaar te komen.
Op 15 juni 2009 maakte Gorefest bekend te stoppen.

## Discografie
- 1989 - Tangled in Gore demotape
- 1990 - Horrors in a Retarded Mind demotape
- 1991 - Mindloss - Foundation 2000
- 1992 - False - Nuclear Blast Records
- 1992 - Live Misery 7" Live EP - Cenotaph Records
- 1992 - Promotape 1992 - Nuclear Blast Records
- 1993 - The Eindhoven Insanity live - Relapse Records/Nuclear Blast Records
- 1994 - Erase - Nuclear Blast Records
- 1994 - Fear EP - Nuclear Blast Records
- 1996 - Freedom cdsingle - Nuclear Blast Records
- 1996 - Soul Survivor - Relapse Records/Nuclear Blast Records
- 1998 - Chapter 13 - Nuclear Blast Records
- 2005 - La Muerte - Nuclear Blast Records
- 2007 - Rise To Ruin - Nuclear Blast Records

| Album met eventuele hitnotering(en) in de Nederlandse Album Top 100 | Datum van verschijnen | Datum van binnenkomst | Hoogste positie | Aantal weken | Opmerkingen |
| ------------------------------------------------------------------- | --------------------- | --------------------- | --------------- | ------------ | ----------- |
| Erase                                                               | 1994                  | 2-7-1994              | 61              | 10           |             |
| Soul Survivor                                                       | 1997                  | 11-5 1996             | 62              | 5            |             |
| Rise To Ruin                                                        | 2007                  | 11-8-2007             | 61              | 2            |             |

## Bandleden
- Jan Chris de Koeyer - zang, basgitaar
- Frank Harthoorn - gitaar
- Boudewijn Vincent Bonebakker - gitaar
- Ed Warby - drums

### Ex-leden
- Marc Hoogendoorn - drums
- Alex van Schaik - gitaar